# República Soviética de Baviera
La República Soviética de Baviera (en alemán: Bayerische Räterepublik, también llamada Münchner Räterepublik), o algunas veces recordada como el «Consejo de Baviera» o «Sóviet de Baviera», fue un efímero estado socialista no reconocido que surgió en Baviera durante la Revolución de Noviembre de 1918-19, que provocó la caída de todos los monarcas de Alemania. Adoptó la forma de una república soviética o de consejos obreros. Se estableció el 7 de abril de 1919 tras la caída del Estado Popular de Baviera de Kurt Eisner, y aspiró a la independencia de la recientemente proclamada República de Weimar. Fue derrocada en menos de un mes, el 3 de mayo del mismo año, por elementos del Reichswehr así como por los paramilitares del Freikorps.

## Antecedentes
La República Soviética de Baviera tiene sus raíces en la derrota del Imperio alemán en la Primera Guerra Mundial y en las tensiones sociales derivadas de la misma, que provocaron la Revolución de octubre de 1918. A finales de octubre de 1918 se produjeron motines por parte de marineros de la flota de guerra alemana en Kiel y en otros puertos. A principios de noviembre, estos altercados propagaron el malestar civil por toda Alemania. El 7 de noviembre de 1918, fecha en la que se cumplía el primer aniversario de la Revolución de Octubre en Rusia, Luis III de Baviera huyó de la Residencia de Múnich con su familia, y Kurt Eisner, un político del Partido Socialdemócrata Independiente de Alemania (USPD por sus siglas en alemán), proclamó el Estado Popular de Baviera, del que pasó a ser ministro-presidente. La caída de la dinastía de los Wittelsbach marca el final del Reino de Baviera. 
Si bien Eisner postulaba la creación de una república socialista, Eisner se distanció de los bolcheviques rusos, declarando que su gobierno protegería el derecho a la propiedad.
Marcado por la controversia de un programa rayano en lo utópico, el gobierno Eisner sufrió embates desde la izquierda y la derecha, y la USPD fue derrotada en las urnas en las elecciones del 12 de enero de 1919, quedando como el partido parlamentario con menor representación, en sexto lugar, con 3 escaños de un total de 180 y un 2.53% de los votos. El 21 de febrero del mismo año, de camino al parlamento para anunciar su dimisión, fue asesinado con dos disparos por la espalda por Anton Arco-Valley, un oficial del ejército de 22 años, nacionalista.
El Landtag de Baviera, a pesar del asesinato de Eisner, se reunió en sesión como estaba previsto, y Erhard Auer, líder de los socialdemócratas y ministro de interior en el gabinete de Eisner, tomó el atril para hacer un panegírico de Eisner. Había empezado a correr el falso rumor de que Auer estaba detrás del magnicidio y, creyéndose tal rumor, Alois Liner, carnicero, camarero de taberna, miembro del Consejo Revolucionario de Trabajadores y ferviente seguidor de Eisner, disparó a Auer dos veces con un rifle dentro del parlamento, hiriéndolo de gravedad. Otros seguidores de Eisner que iban armados también abrieron fuego. En medio de la confusión, un delegado del Partido de Centro cayó muerto y al menos dos ministros sufrieron un ataque de nervios. Desde este momento, Baviera quedó efectivamente sin gobierno.
Este orden de acontecimientos sembraron el malestar y el desorden en Baviera, y los sóviets proclamaron una huelga general y distribuyeron armas y munición, provocando la declaración de un estado de emergencia. Eisner se convirtió en un mártir para la izquierda, dando pie a manifestaciones, al cierre de la Universidad de Múnich, al secuestro de aristócratas y al tañido forzado de campanas en iglesias. En las calles, los megáfonos hacían sonar consignas de venganza. El apoyo de la izquierda sobrepasaba todos los antecedentes, superando incluso el que Eisner tuvo en vida.
El 7 de marzo de 1919, el nuevo líder de los socialistas, Johannes Hoffmann, un antimilitarista que había sido maestro de escuela, compuso un gobierno de coalición. No obstante, un mes después, la noche del 6 al 7 de abril, los comunistas y los anarquistas, en respuesta a las noticias de una revolución de izquierdas en Hungría, proclamaron la República Soviética de Baviera, con Ernst Toller como jefe de Estado. Toller convocó a un inexistente "Ejército Rojo Bávaro" a apoyar la nueva dictadura del proletariado y responder sin piedad a cualquier comportamiento contrarrevolucionario.
El gobierno de Hoffmann huyó a Bamberg, en el norte de Baviera, y declaró la ciudad su nueva sede gubernamental.

## Gobierno de Ernst Toller

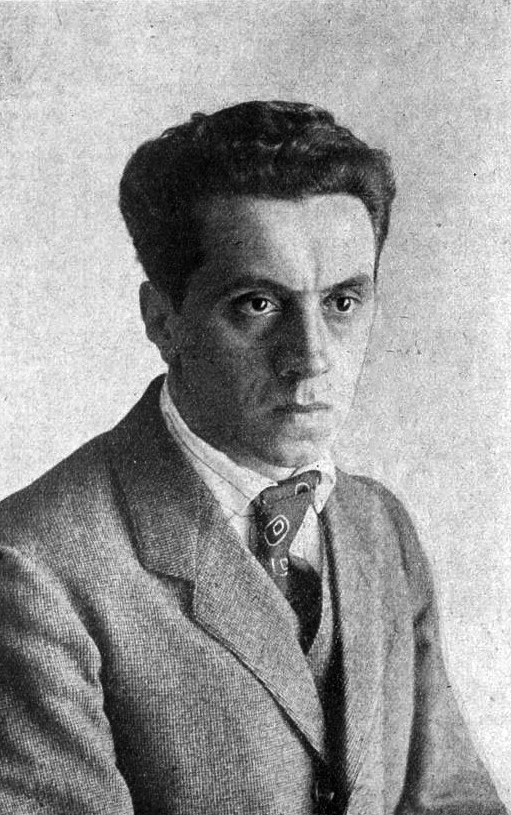
Ernst Toller

En un inicio, formaron parte del gobierno de la República Soviética de Baviera miembros de la USPD como Ernst Toller, así como anarquistas como el escritor Gustav Landauer (ministro de cultura) y el economista libertario Silvio Gesell (ministro de economía). Entre los líderes intelectuales de la República se encuentran también el poeta y dramaturgo Erich Mühsam y el actor y novelista Otto Feige. Toller, que también era dramaturgo, describió la revolución como la "Revolución Bávara del Amor". Entre los círculos bohemios de Schwabing, el nuevo gobierno era conocido como "el régimen de los anarquistas de café".
Los miembros del gobierno de Toller no fueron siempre la mejor elección. Por ejemplo, el doctor Franz Lipp, viceministro de asuntos exteriores, que había sido admitido varias veces a hospitales psiquiátricos, declaró la guerra a Württemberg y a Suiza por el rechazo suizo a prestarle 60 locomotoras a la República. Afirmaba conocer bien al papa Benedicto XV, e informó por telegrama a Vladimir Lenin y al Papa que el derrocado ministro-presidente Hoffmann había huido a Bamberg llevándose con él la llave del aseo del ministerio.
Toller designó, entre otros, a un antiguo camarero como comisario de asuntos militares, a un ladrón con antecedentes por torpeza moral como jefe de la policía de Múnich, a un trabajador de mantenimiento de vías de tren a tiempo parcial como comisario de transporte y, en la católica Baviera, en la que las monjas gestionaban las escuelas, a un judío como ministro de educación. El ministro de vivienda pública de Toller publicó un decreto declarando que ninguna casa debía tener más de tres piezas, y que la sala de estar debía estar siempre por encima de la cocina y la habitación.
El nuevo gobierno reformó las artes y abrió la Universidad de Múnich a todo el mundo, excepto a los que quisieran estudiar historia, ya que el gobierno la consideraba "hostil a la civilización". Un ministro llegó a declarar que el capitalismo sería derrocado haciendo que el dinero fuera gratis.

## Gobierno de Eugen Leviné

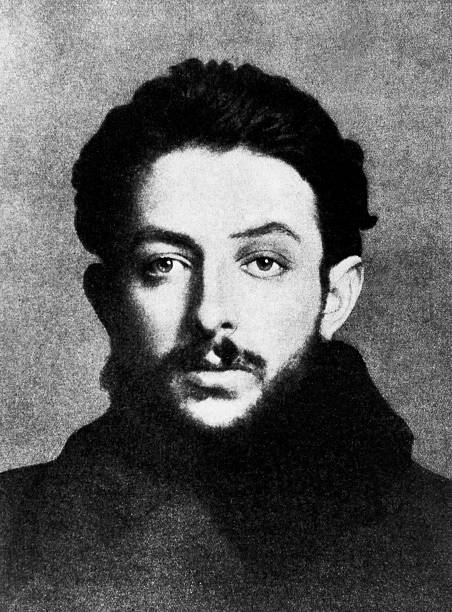
Eugene Leviné

El sábado 12 de abril de 1919, apenas seis días desde el inicio del régimen de Toller, el Partido Comunista, liderado por tres inmigrantes rusos, tomó el poder, instaurando a Eugen Leviné como jefe de Estado. Con la bendición de Lenin, que en la celebración anual del Primero de Mayo en la Plaza Roja dijo "la clase trabajadora liberada celebra su aniversario, no sólo en la Rusia soviética, sino (...) en la Baviera soviética", Leviné empezó a promulgar reformas comunistas de línea dura copiadas de la Rusia bolchevique, que incluían la formación de un Ejército Rojo, la expropiación de dinero, víveres y armamento, la expropiación de apartamentos de lujo para asignarlos a personas sin techo, o la puesta de fábricas bajo la propiedad y el control de sus trabajadores. Una de las principales iglesias de Múnich fue ocupada y convertida en un templo revolucionario dedicado a la "Diosa de la Razón". Baviera debía estar a la vanguardia de la bolcheviquización de Europa, y todos los obreros debían completar entrenamiento militar.
Leviné tenía planes de abolir el papel moneda y reformar el sistema educativo, pero no tuvo tiempo de implementarlos. Hubo tiempo, no obstante de que Max Levien, siguiendo órdenes de Lenin, arrestara a aristócratas y miembros de las clases altas como rehenes.
Tropas leales al gobierno de Hoffman, junto a la liga de combate (Kampfbund) organizada por la protonazi y völkische Sociedad Thule, organizaron un contragolpe para derrocar la República Soviética el 13 de abril. El golpe falló a manos del recientemente constituido Ejército Rojo, formado por obreros y miembros de los sóviets de soldados y trabajadores. Veinte hombres murieron en los combates.

## Conflicto militar y caída del régimen

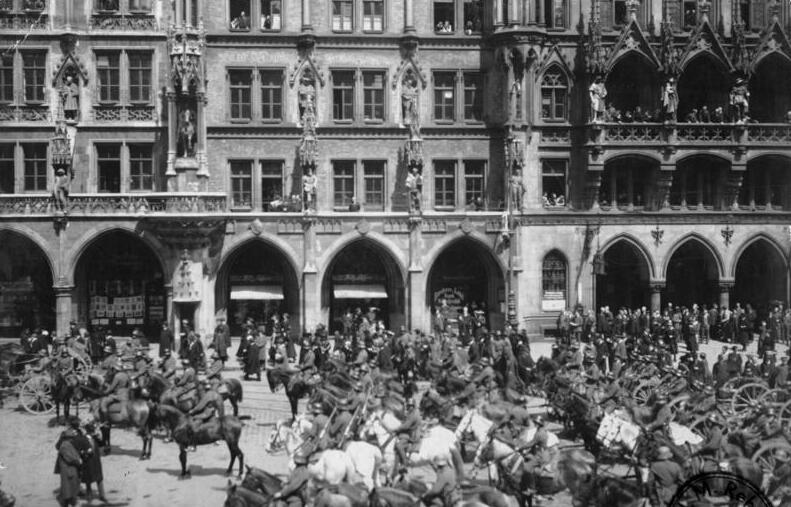
Marienplatz de Múnich: tropas del Reichswehr desfilando el 4 de mayo de 1919, al día siguiente de disolver la República Soviética de Baviera.

Los dos gobiernos rivales, el Estado Popular de Baviera de Hoffmann, con sede en Bamberg, y la República Soviética de Baviera, con sede en Múnich, pasaron a la confrontación directa el 18 de abril cuando 8.000 soldados del Estado Popular se enfrentaron a 30.000 de la República Soviética en Dachau. Las fuerzas soviéticas, encabezadas por el depuesto Ernst Toller, salieron victoriosas de la primera batalla de Dachau, pero Hoffman consiguió los servicios de unos 20.000 efectivos de los Freikorps bajo las órdenes del teniente general Burghard von Oven. Oven y los Freikorps, junto a los elementos lealistas del ejército alemán encabezados por Hoffman, "la guardia blanca del capitalismo" según los comunistas, tomaron Dachau y sitiaron Múnich.
Mientras tanto, el 26 de abril grupos soviéticos ocuparon las habitaciones de la Sociedad Thule en el Hotel Vier Jahreszeiten, arrestando a la condesa Hella von Westarp, secretaria de la Sociedad, y a otras seis personas. El 30 de abril, Rudolf Egelhofer, comandante municipal de Múnich, al ver la ciudad rodeada por las fuerzas de Hoffmann, hizo ejecutar a esos siete rehenes junto a tres más, incluyendo al príncipe Gustavo de Thurn y Taxis. Las ejecuciones se llevaron a cabo a pesar de los esfuerzos de Toller por evitarlas.

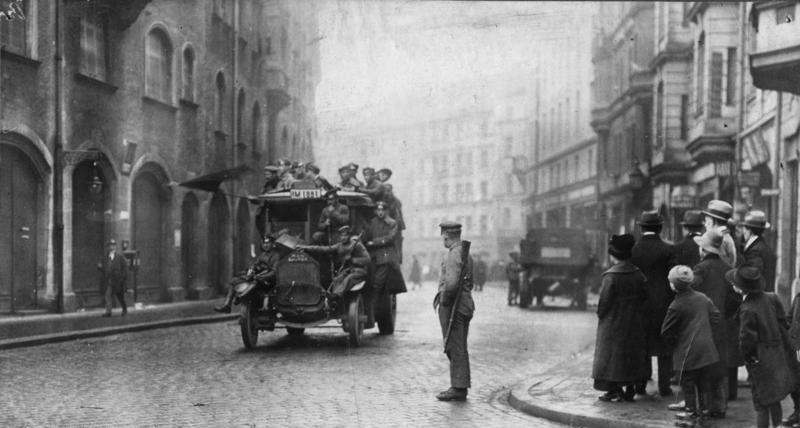
Soldados revolucionarios en un viaje de patrulla en Múnich.

Los Freikorps rompieron las defensas de Múnich el 1 de mayo, lo que desembocó en un combate urbano en el que se utilizaron "lanzallamas, artillería pesada, vehículos acorazados e incluso aviones". Al menos 606 personas murieron, 335 de las cuales civiles. Leviné fue capturado, condenado a muerte por traición y fusilado en la prisión de Stadelheim. Gustav Landauer murió a manos de los Freikorps, así como Egelhofer. Muchos otros fueron condenados a prisión, como Toller (5 años) o Mühsam (15 años); otros recibieron condenas más largas, algunas a trabajos forzados. La suma total de las condenas excedió los 6.000 años.
Tras los juicios y la ejecución de entre 1000 y 1200 comunistas y anarquistas, Oven completó la ocupación de la ciudad el 6 de mayo, lo que supuso la extinción de la República Soviética de Baviera. Aunque el gobierno de Hoffmann fue nominalmente restaurado, la dinámica del poder en Múnich viró a la derecha.
La constitución de Bamberg fue promulgada el 14 de agosto de 1919, estableciendo el Estado Libre de Baviera dentro del marco de la nueva República de Weimar.

## Repercusiones
Tras el Estado Popular de Baviera y la República Socialista de Baviera, los bávaros desarrollaron una desconfianza en la izquierda. Durante el periodo de ambos estados vieron privaciones, escasez, censura, restricciones de sus libertades, caos general y desorden público, un ejemplo de Schreckensherrschaft, el "imperio del terror". Estos sentimientos se vieron constantemente reforzados por la propaganda de la derecha, no sólo en Baviera sino en todo el Reich, en la que la "Baviera roja" se esgrimía como ejemplo de los horrores del socialismo y el comunismo. Así, la derecha radical fue capaz de provocar y alimentar los miedos de campesinos y clases medias. Las diferentes corrientes del extremismo bávaro de derechas encontraron en la izquierda un enemigo común, y Baviera pasó a ser profundamente "reaccionaria, antirrepublicana, (y) contrarrevolucionaria".
La izquierda quedó neutralizada tras la caída de ambos estados socialistas, de forma que la desconfianza entre el partido comunista (KPD) y el socialista (SPD) les impidió trabajar juntos en Alemania. Esta falta de cooperación, en la que los comunistas veían a los socialistas como traidores de la revolución, y los socialistas caracterizaban a los comunistas como elementos bajo el control de Moscú, redundó en una mayor ventaja para el Partido Nazi, ya que sólo una coalición del KPD y el SPD pudiera haber impedido que los nazis llegaran al poder: incluso en el zénit de su influencia en el Reichstag el Partido Nazi nunca tuvo suficientes escaños para resistir a una coalición de izquierda.

## Personas destacadas
Dentro de las unidades de los Freikorps de Oven, Franz Ritter von Epp y Hermann Erhardt, aparecen los nombres de muchos futuros miembros de importancia del Partido Nazi, como Rudolf Hess, que fue miembro del Freikorps Epp.
Entre los partidarios de la República Soviética encontramos al joven artista Georg Schrimpf, por aquel entonces de 20 años de edad, que fue arrestado cuando el movimiento fue aplastado. Julius Schreck, que fue chófer de Adolf Hitler y primer líder de las Shutzstaffel (SS) se alistó y sirvió como miembro del Ejército Rojo a finales de abril de 1919. Balthasar Brandmayer, uno de los compañeros de Hitler durante la Primera Guerra Mundial, explicaba "cómo al principio se alegró del fin de las monarquías" y del establecimiento de la república en Baviera. Todos los oficiales nacionalsocialistas quedaron desmotivados tras la caída de la república socialista.